# Копань (приток Самарихи)
Копань — река в России, протекает по территории города Шахунья, приток Самарихи.
Исток реки находится в запруде между улицами Генерала Веденина и Революционной. Проходит вдоль улицы Гагарина, пересекая городские дороги через дамбы. Устье находится возле улицы Гагарина и Советской, где река впадает в Самариху. Генеральное направление течения — северо-запад.